# I Said I Love You First
I Said I Love You First — совместный студийный альбом американских музыкантов Селены Гомес и Бенни Бланко, вышедший 21 марта 2025 года на лейблах SMG Music, Friends Keep Secrets, Interscope Records. Это четвёртый студийный альбом Гомес и второй — Бланко. В альбоме приняли участие Грейси Абрамс, Tainy и Джей Бальвин, с доплнительным вкладом от The Marías и GloRilla. Это будет последний альбом под маркой Friends Keep Secrets, лейблом Бланко, который был закрыт пятью месяцами ранее. I Said I Love You First получил положительные отзывы и вошёл в топ-10 чартов в Австралии, Австрии, Бельгии, Германии, Ирландии, Испании, Канады, Новой Зеландии, Швейцарии, Шотландии, Великобритании и США.

## Предыстория
Впервые Гомес и Бланко сотрудничали в студии для второго сольного студийного альбома певицы Revival (2015). Для альбома Бланко стал продюсером синглов «Kill Em with Kindness» и «Same Old Love». Затем пара вернулась в студию для записи совместного сингла «I Can’t Get Enough» с Tainy и Джей Бальвином, который был выпущен в марте 2019 года. Позже Бланко также принял участие в создании самостоятельного сингла Гомес «Single Soon», который был выпущен в августе 2023 года.
В декабре 2023 года Гомес официально подтвердила свои отношения с Бланко, а в декабре 2024 года пара официально объявила о своей помолвке. В январе 2024 года Гомес заявила, что предпочитает актёрство музыке и у неё есть «ещё только один альбом». Она рассказала, что «никогда не собиралась быть певицей на полную ставку», но «это хобби» переросло в карьеру, когда она работала с Disney.
Осенью 2024 года, во время пресс-релиза своего фильма «Эмилия Перес», Гомес много говорила о своей музыкальной карьере в различных интервью, и в октябре она призналась Variety, что у неё нет даты выхода следующего альбома: «Сейчас у меня ничего нет, но я скажу, что музыка всегда будет частью меня», «Так что я не думаю, что сейчас происходят какие-то движения, но она всегда будет в моей жизни». Во время беседы с Соирс Ронан для дискуссии Variety «Actors on Actors» в декабре Гомес сказала: «Я не думаю, что это [занятие музыкой] навсегда. Музыка всегда будет присутствовать в моей жизни, потому что мой партнёр — музыкант, и мне нравится, когда я занимаюсь ею для удовольствия. Это может быть немного уязвимым, когда ты выставляешь себя на всеобщее обозрение, а не убегаешь в образ». Позже она сравнила свой актёрский талант с музыкальным, сказав Ронану: «Я определённо думаю, что моя сильная сторона — это актёрское мастерство. Но в музыке я горжусь тем, что могу рассказать историю — мои любимые песни в основном баллады, они очень прозрачные и честные. Но я думаю, что, возможно, я уже слишком стара для жизни поп-звезды. Я искренне счастлива, что вхожу в новую эру своей жизни, потому что во многих отношениях это только начало».
В статье для журнала The Hollywood Reporter, посвящённой карьере певицы, она поделилась своими планами на будущее в плане актёрской и музыкальной деятельности после знаменательного года в кино и красоте: «Думаю, я сделала столько, сколько хотела сделать в музыке, но это захватывающе, потому что я чувствую, что ещё даже не начала работать в кино и на телевидении». Несмотря на обещанные заявления о «почти завершении» карьеры поп-звезды, она сказала: «Музыка не уходит» и «Я просто отложила её на секунду».
17 января 2025 года Бланко поделился на TikTok коротким роликом, отвечая фанату, который написал ему: «Бенни, пожалуйста, сделай несколько новых песен для нашей королевы». В ролике было показано, как Гомес записывает музыку в своей домашней студии. Затем 23 января 2025 года Гомес поделилась в социальных сетях видео, на котором она работает над новой музыкой в своей домашней студии звукозаписи.

## Композиция и релиз
Селена Гомес объявила о своей помолвке с Бенни Бланко 11 декабря 2024 года. Два месяца спустя она сообщила, что они работают над совместным студийным альбомом, написав в посте Instagram: «Мой новый альбом I Said I Love You First с моим лучшим другом @itsbennyblanco, выходит 3/21». Согласно пресс-релизу, альбом будет посвящён «истории любви этой пары» и «расскажет всю их историю — до встречи, влюблённости и будущего».
I Said I Love You First это поп-альбом, который также включает песни в других жанрах, например латин-поп в «Ojos Tristes» и гиперпоп в «Bluest Flame». Он следует за повествованием, начиная с конца неудачных отношений, встречи Гомес и Бланко и заканчивая «сегодняшним счастьем пары». Первый трек представляет собой запись речи Гомес перед актерами и съемочной группой Wizards of Waverly Place.
Продажи альбома «I Said I Love You First» в первую неделю продаж были подкреплены его доступностью в семи вариантах винила (различные цветовые издания, некоторые с альтернативными обложками; включая версию с автографом), трех версий CD (стандартный CD, издание с автографом и zine/CD с расширенной упаковкой), а также делюкс-бокс-сета, содержащего фирменную атрибутику и CD. Продажи альбома на виниле составили 21 000 за неделю — это лучшая неделя продаж на виниле для Гомес и Бланко.
Кроме того, альбом был доступен в 10 различных цифровых вариантах. Сначала был широко доступен стандартный альбом у стримеров и в цифровой рознице. Затем, в течение первой недели продаж, было выпущено девять дополнительных вариантов загрузки, которые изначально были доступны исключительно через веб-магазин Гомес и продавались по цене 5 долларов. Все варианты включали 14 песен стандартного альбома плюс бонусный материал. Пять вариантов содержали по одному бонус-треку («Stained», «Talk», «That’s What I’ll Care [Seven Heavens Version]», «Scared of Loving You [Live From Vevo]» и «How Does It Feel To Be Forgotten [Live From Vevo]» соответственно) и один — два бонуса (акустическая версия и расширенная версия альбомного сингла «Call Me When You Break Up»). Также был выпущены диски Explained: Narrated by Selena Gomez (14 бонусных треков с комментариями Гомес к каждой из 14 песен альбома), Slowed & Reverbed (14 бонусных замедленных и реверсированных версий песен альбома) и Instrumentals (14 бонусных инструментальных версий треклиста).

## Продвижение
Гомес и Бланко обнародовали трек-лист своего грядущего альбома I Said I Love You First 4 марта. 19 марта Гомес и Бланко появились на Spotify в серии Countdown To, чтобы рассказать о создании альбома. 20 марта на YouTube вышел эпизод Hot Ones, содержащий интервью с Бланко и Гомес. 21 марта вышло интервью на Ночном шоу с Джимми Фэллоном для продвижения альбома.

### Синглы
13 февраля 2025 года песня «Scared of Loving You» была неожиданно выпущена ко Дню святого Валентина и стала первым промо-синглом альбома, а также официальным клипом с текстом. Это бодрая баллада, написанная совместно с Финнеасом О’Коннеллом. Лид-сингл «Call Me When You Break Up» был выпущен на следующей неделе, 20 февраля 2025 года. Песня написана в сотрудничестве с американской певицей и автором песен Грейси Абрамс. Песня «Sunset Blvd» была выпущена с клипом в качестве второго сингла 14 марта 2025 года. Песня «Younger and Hotter Than Me» была названа официальным синглом в журнале Interview, а затем была выпущена с клипом после выхода альбома.

## Отзывы
| Совокупная оценка | Совокупная оценка |
| Источник          | Оценка            |
| ----------------- | ----------------- |
| Metacritic        | 68/100            |
| Оценки критиков   |                   |
| Источник          | Оценка            |
| AllMusic          | [ 23 ]            |
| Clash             | 8/10              |
| The Guardian      | [ 11 ]            |
| NME               | [ 24 ]            |
| Pitchfork         | 5.9/10            |
| Rolling Stone     | [ 26 ]            |
| Sputnikmusic      | 3/5               |

По данным агрегатора рецензий Metacritic, I Said I Love You First получил «в целом благоприятные отзывы», основываясь на средневзвешенной оценке 68 из 100 от 8 критиков. Мартина Ребекка Инчинголо из Associated Press похвалила альбом I Said I Love You First за включение приглашенных артистов и эксперименты с различными жанрами, а не за то, что это альбом клишированных песен о любви. Джейсон Липшутц из Billboard сказал, что Гомес «наконец-то добавила новую убедительную запись в свой каталог». Робин Мюррей из Clash сказал, что альбом превзошел ожидания, назвав его «подлинно захватывающим» и похвалив «способности Бланко к построению мира». В двухзвездочной рецензии Алексис Петридис из The Guardian раскритиковал отсутствие у альбома четкой индивидуальности, а также незапоминаемость его песен. Роб Шеффилд из «Rolling Stone» высоко оценил альбом за его разнообразие и многогранность жанров и стилей, описав его как: «валентинка, которая дает именно то, что обещает — поп-икона и суперзвезда-продюсер празднуют роман в реальной жизни, за который мы все можем болеть».

## Коммерческий успех
В США альбом I Said I Love You First дебютировал на втором месте в чарте Billboard 200 с продажами за первую неделю в 120 000 альбомных эквивалентов, состоящими из 71 000 продаж чистого альбома (и № 1 в чарте Top Album Sales) и 64,04 миллиона потоковых трансляций по требованию (№ 6 в Top Streaming Albums). Благодаря этому успеху I Said I Love You First стал самым высоким показателем продаж в первую неделю для Бланко и Гомес, а также седьмым альбомом в Топ-10 для Гомес и первым для Бланко.
Альбом стал для Гомес 4-м подряд лидером чарта продаж Top Album Sales и первым для Бланко. Одновременно в эту же неделю 4 песни с альбома дебютировали в чарте Billboard Hot 100: «Call Me When You Break Up» (46), «Ojos Tristes» (59), «How Does It Feel to Be Forgotten» (71) и «Sunset Blvd» (97).

## Список композиций
| №                   | Название                                      | Автор(ы) | Продюсеры                                                           | Длительность |
| ------------------- | --------------------------------------------- | --- | ------------------------------------------------------------------- | ------------ |
| 1.                  | «I Said I Love You First»                     | Selena Gomez Benjamin Levin Finneas O'Connell                                                                                       | Benny Blanco [p] Finneas Bart Schoudel [v]                          | 0:44         |
| 2.                  | «Younger and Hotter Than Me»                  | Gomez Levin O'Connell | Blanco [p] Finneas Schoudel [v]                                     | 3:09         |
| 3.                  | «Call Me When You Break Up» (с Грэйси Абрамс) | Селена Гомес Benjamin Levin Gracie Abrams Justin Tranter Джулия Майклз Magnus Høiberg Dylan Brady Mattias Larsson Robin Fredriksson | Бенни Бланко [p] Cashmere Cat Brady Schoudel [v] Chris Sclafani [v] | 2:06         |
| 4.                  | «Ojos Tristes» (вместе с The Marías)          | Gomez Levin Amanda Ibanez María Zardoya Ana Magdalena Manuel Álvarez-Beigbeder Pérez Josh Conway                                    | Blanco [p] Conway [p] Zardoya Schoudel [v]                          | 3:21         |
| 5.                  | «Don’t Wanna Cry»                             | Gomez Levin Blake Slatkin Sébastien Akchoté-Bozović Tranter Jackson Shanks Mikky Ekko Høiberg                                       | Blanco [p] Slatkin [p] Sebastian Shanks Schoudel [v]                | 3:27         |
| 6.                  | «Sunset Blvd»                                 | Gomez Levin Tranter Høiberg Майкл Поллак Amanda Ibanez Jeremy Malvin                                                                | Blanco [p] Chrome Sparks Bart Schoudel [v]                          | 2:47         |
| 7.                  | «Cowboy»                                      | Gomez Levin Høiberg Ibanez Jake Torrey                                                                                              | Blanco [p] Cashmere Cat Schoudel [v]                                | 3:04         |
| 8.                  | «Bluest Flame»                                | Gomez Levin Charlotte Aitchison Høiberg Brady                                                                                       | Blanco [p] Cashmere Cat Brady Schoudel [v]                          | 2:42         |
| 9.                  | «How Does It Feel to Be Forgotten»            | Gomez Levin Ekko Tranter William Fly                                                                                                | Blanco [p] Schoudel [v]                                             | 2:41         |
| 10.                 | «Do You Wanna Be Perfect»                     | Gomez Levin Høiberg Malvin | Blanco [p] Cashmere Cat Chrome Sparks Schoudel [v]                  | 0:37         |
| 11.                 | «You Said You Were Sorry»                     | Gomez Levin Høiberg Ibanez Tranter John Byron                                                                                       | Blanco [p] Cashmere Cat Schoudel [v]                                | 2:59         |
| 12.                 | «I Can’t Get Enough» (с Tainy и J Balvin)     | Gomez Levin Cristina Chiluiza Jhay Cortez Marco Masis Mike Sabath José Osorio                                                       | Blanco Tainy                                                        | 2:37         |
| 13.                 | «Don’t Take It Personally»                    | Gomez Levin Slatkin Ekko Tranter | Blanco [p] Slatkin [p] Cashmere Cat [v] Schoudel [v]                | 2:34         |
| 14.                 | «Scared of Loving You»                        | Gomez Levin Финнеас О’Коннелл | Blanco [p] Finneas Schoudel [v]                                     | 1:50         |
| Общая длительность: | Общая длительность:                           | Общая длительность: | Общая длительность:                                                 | 34:38        |

Замечания
- ↑  — основной и вокальный продюсер
- ↑  — вокальный продюсер
- «Call Me When You Break Up» не включает Грейси Абрамс на физических релизах[31]
- В песне «Ojos Tristes» звучит неаккредитованный вокал Марии Зардойи (María Zardoya) и интерполяция песни «El Muchacho De Los Ojos Tristes» (1981), написанной Аной Магдаленой и Мануэлем Алехандро и исполненной Жанеттой.
- «Cowboy» содержит неаккредитованное разговорное аутро GloRilla.
- «You Said You Were Sorry» содержит интерполяцию песни «Angels Like You» Майли Сайрус.

## Чарты
| Чарт (2025)                         | Высшая позиция |
| ----------------------------------- | -------------- |
| Австралия (ARIA)                    | 5              |
| Австрия (Ö3 Austria)                | 5              |
| Бельгия/Фландрия (Ultratop)         | 6              |
| Бельгия/Валлония (Ultratop)         | 5              |
| Канада (Canadian Albums Chart)      | 6              |
| Чехия (ČNS IFPI)                    | 30             |
| Дания (Hitlisten)                   | 15             |
| Нидерланды (Album Top 100)          | 12             |
| Финляндия (Suomen virallinen lista) | 40             |
| Франция (SNEP)                      | 12             |
| Германия (Offizielle Top 100)       | 2              |
| Венгрия (MAHASZ)                    | 12             |
| Исландия (Tónlistinn)               | 32             |
| Ирландия (Irish Albums Chart)       | 4              |
| Литва (AGATA)                       | 22             |
| Новая Зеландия (RMNZ)               | 6              |
| Норвегия (VG-lista)                 | 10             |
| Португалия (AFP)                    | 3              |
| Шотландия (Scottish Albums Chart)   | 3              |
| Швеция (Sverigetopplistan)          | 45             |
| Швейцария (Schweizer Hitparade)     | 6              |
| Великобритания (UK Albums Chart)    | 4              |
| США (Billboard 200)                 | 2              |